# Сипер, Михаил Саулович
Михаи́л Саулович Си́пер (род. 21 июля 1954, Нижний Тагил) — советский, затем израильский, поэт.

## Биография
Михаил Сипер родился 21 июля 1954 года в Нижнем Тагиле. В школьные годы — ученик Б. С. Гельруда.
В 1976 году окончил Уральский политехнический институт в Свердловске, потом работал технологом на Уралвагонзаводе (Нижний Тагил).
С 1991 года Михаил Сипер живёт в Израиле, в кибуце Кфар-Масарик.

## Творчество
Стихи пишет с 1975 года. Был организатором и первым президентом нижнетагильского КСП «Зелёная лампа». Знаком с большинством бардов Урала, включая знатока авторской песни и коллекционера магнитофонных записей Леонида Гришакова. 
На стихи М. Сипера написано около сотни песен его земляком Василием Мешавкиным. Наибольшую известность получила их песня «Зелёная лампа» в исполнении свердловского ансамбля «Зеркало». М. Сипер и В. Мешавкин — лауреаты фестивалей и конкурсов авторской песни в Нижнем Тагиле, Свердловске, Перми, Костроме, Березниках, Казани, Куйбышеве (14-й Грушинский), Всесоюзного конкурса «Товарищ гитара» еженедельника «Собеседник», Всесоюзного фестиваля авторской песни в г. Саратове и др.
Песни на стихи М. Сипера публиковались в книгах «Наполним музыкой сердца» (Москва, 1989), «Люди идут по свету» (Москва, 1989), «Грушинский» (Куйбышев, 1990), «Смех сквозь струны» (Москва, 1995), «Антология авторской песни» (У-Фактория, 2002), «Антология бардовской песни» («Эксмо», Москва, 2005), в различных фестивальных сборниках и буклетах, использовались в спектаклях «Пифагор» и «С днем рождения, Ванда Джун!» Нижнетагильского драмтеатра, стихи публиковались в антологии «Alter ego» (Англия), альманахе «Альбион», журнале «Дон», газете «День литературы», журнале «Новый журнал» (США), альманахе «Витражи» (Австралия), неоднократно печатались в периодике разных стран.
Уже в Израиле на стихи М. Сипера написан ряд песен бардами Леонидом Ваксманом и Юрием Киселёвым, а также профессиональными композиторами Леонидом Смилянским и Игорем Чермошнюком. Михаил Сипер — лауреат 1 Израильского конкурса авторской песни в Иерусалиме. Шуточные стихи М. Сипера печатались в еженедельниках «Бесэдер» и «Абзац». В декабре 1995 года Михаил Сипер был принят в Союз русскоязычных писателей Израиля. Стихи М. Сипера переводились на иврит, норвежский и английский и публиковались в Израиле, Норвегии, Австралии, Канаде.
В 2002—2005 годах на Урале и в Москве вышли пять компакт-дисков и три аудиокассеты с песнями В. Мешавкина на стихи М. Сипера.
В 2004 году в Израиле вышел компакт-диск «Здравствуй, здравствуй, бородатый!» с песнями Леонида Ваксмана на стихи Михаила Сипера. На диске также звучат стихи М. Сипера в авторском исполнении. В 2005 году диск переиздан фирмой «Восточный ветер» в Москве.
В 2004 году М. Сипер принимал участие в записи компакт-диска «Клюквенный морс Молдаванки» театра песни «Мерхавим», где читал тексты И. Бабеля.
В 2007 году в Иерусалиме вышел компакт-диск «Иерусалимский бенефис», где звучат пять песен Л. Ваксмана на стихи М. Сипера, а также стихотворение «Ершалаим» в авторском исполнении.
Один из основателей и лидеров интернет-форума «Ристалище». Постоянный участник фестивалей Платформа и Бенефест.
Обладатель Гран-при Международного конкурса пародистов памяти А. А. Иванова, 2005 год.
В июне 2004 года стал финалистом Международного турнира поэтов «Пушкин в Британии», участвовал в финальном конкурсе в Лондоне.
Обладатель приза «Поэт и толпа» Международного Турнира поэтов «Пушкин в Британии» в Лондоне, 2005 год. Председатель Малого жюри на вышеуказанном Турнире, 2006 год. Там же — 2 место в конкурсе прозаиков в 2007 (с присвоением звания «Вице-король прозы»).
В апреле 2008 года В Праге обществом «Круг Франца Кафки» Михаилу Сиперу присуждена Золотая медаль Франца Кафки.
В июне 2011 года стал одним из победителей турнира «Пушкин в Британии» (Лондон) с присвоением звания «Герольд поэзии».
После нескольких лет подготовки выпустил уникальный поэтический фотоальбом «В тени луча» в сотрудничестве с известным фотографом А. Ефремовым. Книга имела большую популярность и разошлась очень быстро, рекомендуемая Ю. Кимом, Б. Кенжеевым, А. Цветковым, И. Губерманом, В. П. Пресняковым. Предисловие к книге написала Алла Боссарт.